# 土耳其友好城市或姐妹城市列表

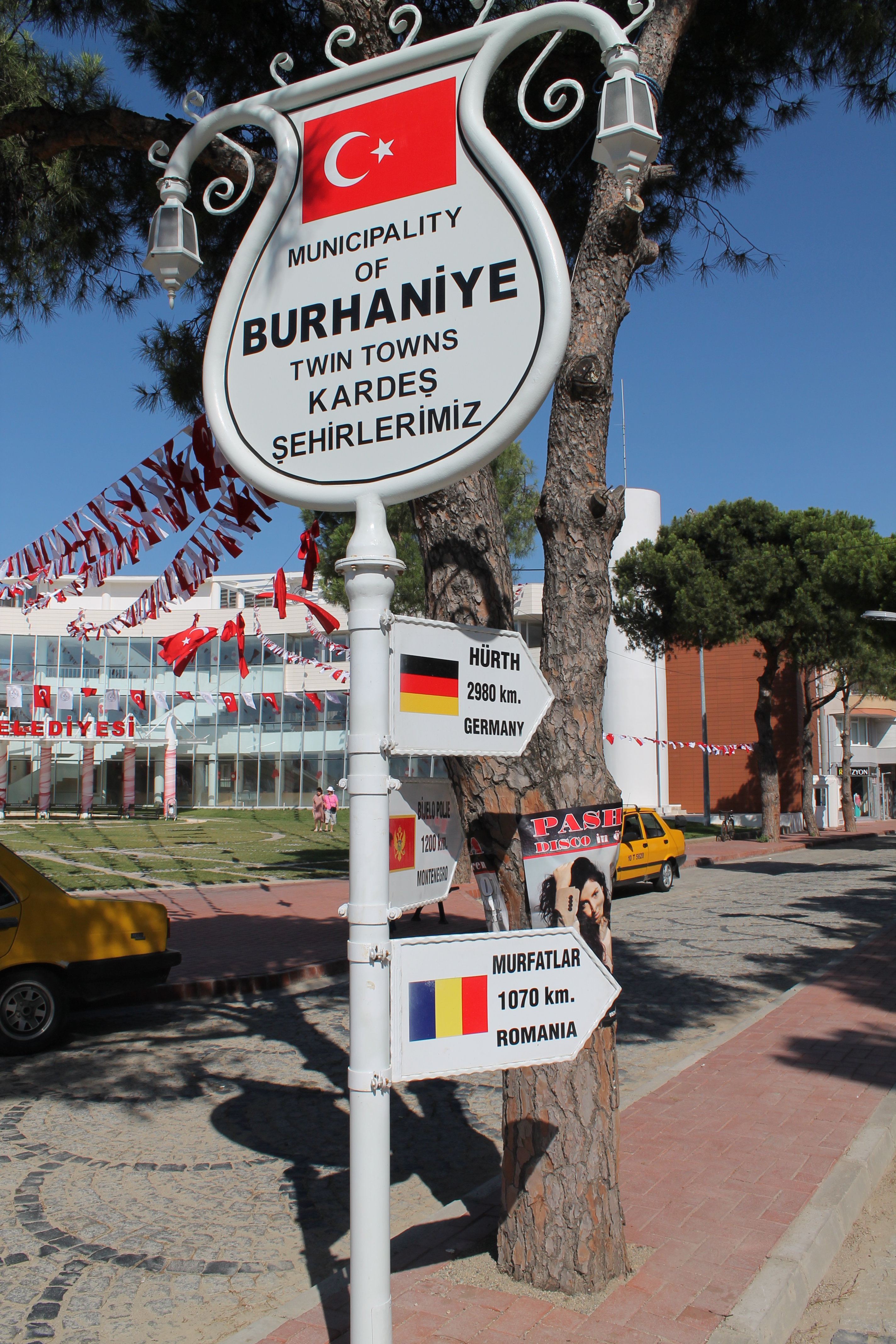
布爾漢尼耶的友好城市

本列表為有跟土耳其城市結為友好城市（通常為歐洲城市）或姐妹城市（通常為其他地方的城市）的外國城市列表。

## A
阿達帕扎勒
- 科索沃克利納
- 美國路易維爾

阿菲永卡拉希薩爾
- 俄羅斯切博克薩雷
- 德國哈姆
- 敘利亞拉塔基亞
- 科索沃
- 哈薩克突厥斯坦
- 中國雲浮市

阿克希薩爾
- 波赫下瓦库夫
- 北馬其頓戈斯蒂瓦尔市镇
- 瑞士洛桑[4]
- 祕魯利馬[5]

阿拉尼亞
- 俄羅斯傑爾加奇區
- 中國撫順市
- 羅馬尼亞喬阿久
- 德國格拉德貝克
- 印度果阿邦
- 匈牙利凱斯特海伊
- 突尼西亞馬赫迪耶
- 希臘新伊奥尼亚
- 俄羅斯摩爾曼斯克
- 德國奧爾-埃肯施維克
- 芬蘭羅瓦涅米
- 立陶宛希盧泰區
- 俄羅斯莫斯科東南行政區
- 捷克什平德萊魯夫姆林
- 拉脫維亞塔爾西市鎮
- 立陶宛特拉凯区
- 波蘭希隆斯克地區沃濟斯瓦夫
- 俄羅斯澤列諾戈爾斯克

阿利亞阿
- 北馬其頓拉多維什市鎮

阿爾特諾瓦
- 賽普勒斯阿坎圖（英语：Akanthou）
- 波赫布日姆
- 北馬其頓中茹帕市镇
- 保加利亞德韋莫吉利市鎮
- 波赫科尼茨
- 北馬其頓斯图代尼查尼市镇

阿馬西亞
- 阿爾巴尼亞培拉特
- 義大利布林迪西
- 吉爾吉斯奧什
- 科索沃普里茲倫
- 羅馬尼亞圖爾恰

阿納穆爾
- 德國萊茵河畔賓根

安卡拉
- 衣索比亞阿迪斯阿貝巴
- 約旦安曼
- 土庫曼阿什哈巴特
- 泰國曼谷
- 中國北京市
- 吉爾吉斯比斯凱克
- 幾內亞比索比索
- 羅馬尼亞布加勒斯特
- 匈牙利布達佩斯
- 摩爾多瓦基希讷乌
- 敘利亞大馬士革
- 卡達杜哈
- 塔吉克杜尚貝
- 越南河內市
- 古巴哈瓦那
- 巴基斯坦伊斯蘭瑪巴德
- 阿富汗喀布爾
- 俄羅斯喀山
- 蘇丹喀土穆
- 剛果民主共和國金夏沙
- 馬來西亞吉隆坡
- 科威特科威特市
- 烏克蘭基輔
- 斯洛維尼亞盧比安納
- 巴林麥納瑪
- 莫三比克馬布多
- 白俄羅斯明斯克
- 索馬利亞摩加迪休
- 俄羅斯莫斯科
- 尼日尼阿美
- 賽普勒斯尼古西亞
- 哈薩克努爾蘇丹
- 蒙特內哥羅波德戈里察
- 科索沃普里斯提納
- 賽普勒斯里佐卡爾帕索（英语：Rizokarpaso）
- 葉門沙那
- 波赫塞拉耶佛
- 韓國首爾特別市
- 北馬其頓斯科普里
- 保加利亞索非亞
- 烏茲別克塔什干
- 喬治亞提比里斯
- 伊朗德黑蘭
- 阿爾巴尼亞地拉那
- 突尼西亞
- 俄羅斯烏法
- 蒙古烏蘭巴托市
- 美國華盛頓特區
- 克羅埃西亞札格瑞布

安塔利亞
- 美國奧斯汀
- 以色列巴特亞姆
- 賽普勒斯法马古斯塔
- 中國海口市
- 韓國全州市
- 俄羅斯喀山
- 中國昆明市
- 中國荔灣區
- 美國邁阿密
- 波赫莫斯塔爾
- 德國紐倫堡
- 俄羅斯鄂木斯克
- 中國青島市
- 俄羅斯頓河畔羅斯托夫
- 西班牙塞维利亚
- 韓國順天市
- 哈薩克塔爾迪庫爾干
- 中國烏魯木齊市
- 俄羅斯弗拉迪米爾
- 中國西寧市
- 烏克蘭雅爾達

阿爾達漢
- 喬治亞阿哈爾齊赫市鎮
- 俄羅斯格羅茲尼

阿塔謝希爾
- 德國莱茵河畔蒙海姆
- 保加利亞桑丹斯基市

阿夫哲拉爾
- 保加利亞拉茲格勒

## B
巴哲拉爾
- 哈薩克阿拉木圖區（英语：Almaly district）
- 阿爾巴尼亞培拉特
- 波赫布日姆
- 波赫切利奇
- 阿爾巴尼亞喬羅沃達
- 巴勒斯坦代爾巴拉（英语：Deir al-Balah）
- 賽普勒斯加拉泰亞（英语：Galateia）
- 賽普勒斯傑羅拉科斯（英语：Gerolakkos）
- 象牙海岸孔格
- 賽普勒斯居澤爾尤爾特
- 巴基斯坦穆扎法爾格爾
- 賴比瑞亞佩恩斯維爾
- 科索沃

巴赫切利耶夫莱尔
- 匈牙利新布達

巴勒克埃西爾
- 科索沃普里茲倫
- 菲律賓羅哈斯（英语：Roxas, Capiz）
- 德國施韋比施哈爾
- 韓國忠清南道
- 北馬其頓什蒂普市镇

巴爾滕
- 德國呂嫩

貝爾加馬
- 荷蘭阿爾克馬爾
- 保加利亞阿塞諾夫格勒
- 黎巴嫩巴勒貝克
- 德國伯布林根
- 賽普勒斯萊夫卡（英语：Lefka）
- 希臘新佩拉莫斯（英语：Nea Peramos）
- 摩爾多瓦奧爾海伊
- 賽普勒斯佩爾加莫斯（英语：Pergamos, Cyprus）
- 羅馬尼亞皮亞特拉-尼亞姆茨
- 北馬其頓羅索曼市鎮
- 波赫桑斯基莫斯特
- 以色列耶胡德-莫諾松（英语：Yehud-Monosson）

貝西克塔什
- 羅馬尼亞布勒伊拉
- 美國布魯克林區
- 德國埃朗根
- 德國黑尔讷
- 賽普勒斯居澤爾尤爾特
- 波赫图兹拉
- 希臘克桑西

貝伊科茲
- 匈牙利莫哈奇
- 德國魯爾河畔米爾海姆
- 科索沃普里茲倫
- 賽普勒斯特里科莫（英语：Trikomo, Cyprus）

貝伊奧盧
- 西班牙貝納爾馬德納
- 日本文京區
- 北馬其頓史高比耶岑塔尔市镇
- 烏克蘭切爾諾莫斯克
- 克羅埃西亞杜布羅夫尼克
- 義大利熱那亞
- 巴勒斯坦希伯侖
- 德國柏林米特
- 波赫新格拉德
- 匈牙利貝赤
- 比利時斯哈爾貝克
- 羅馬尼亞布加勒斯特第1區（英语：Sector 1 (Bucharest)）
- 韓國首爾城北區
- 摩洛哥西迪貝努西（英语：Sidi Bernoussi）
- 突尼西亞托澤爾
- 智利維塔庫拉

博盧
- 韓國東海市
- 蒙古哈爾和林
- 哈薩克克孜勒奧爾達
- 亞塞拜然
- 吉爾吉斯烏茲根

博聚於克
- 波赫扎維多維契

布爾漢尼耶
- 蒙特內哥羅比耶洛波列市鎮
- 德國許爾特
- 羅馬尼亞穆法特拉

布爾薩
- 中國鞍山市
- 烏克蘭巴赫奇薩賴
- 北馬其頓比托拉市镇
- 摩爾多瓦恰德爾倫加
- 德國達姆施塔特
- 索馬利亞加勒卡約
- 巴勒斯坦希伯侖
- 突尼西亞凱魯萬
- 斯洛伐克科希策
- 德國庫爾姆巴赫
- 哈薩克克孜勒奧爾達
- 阿爾及利亞穆阿斯凱爾
- 白俄羅斯莫吉廖夫
- 保加利亞莫姆奇爾格勒市鎮
- 賽普勒斯尼古西亞
- 芬蘭奧盧
- 保加利亞普列文市鎮
- 保加利亞普羅夫迪夫
- 科索沃普里什蒂纳
- 波赫塞拉耶佛
- 阿爾巴尼亞地拉那
- 保加利亞大特爾諾沃市
- 烏克蘭文尼察

大切克梅傑
- 韓國天安市
- 德國蓋爾森基興
- 保加利亞上奧里亞霍維察市鎮
- 斯洛維尼亞克拉尼
- 賽普勒斯拉皮托斯（英语：Lapithos）
- 科索沃馬穆沙

## C
恰納卡萊
- 烏克蘭克赤[註 1]
- 捷克帕爾杜比采
- 義大利波梅齊亞
- 德國奥斯纳布吕克
- 紐西蘭威靈頓

錢卡亞
- 中非共和國班基
- 北馬其頓史高比耶岑塔尔市镇
- 賽普勒斯凱里尼亞
- 俄羅斯邁科普
- 俄羅斯莫斯科北行政區
- 古巴哈瓦那普拉亞
- 羅馬尼亞布加勒斯特第1區（英语：Sector 1 (Bucharest)）
- 蒙古蘇赫巴托爾區
- 澳洲胡拉勒自治市
- 中國越秀區

切克梅科伊
- 摩洛哥拜賴希德
- 尼日比爾馬
- 北馬其頓多伊兰市镇
- 波赫沃戈什恰

切什梅
- 義大利安科納
- 義大利阿夏諾
- 烏克蘭巴赫奇薩賴
- 希臘希俄斯
- 匈牙利德默什
- 黎巴嫩埃爾米納
- 俄羅斯謝爾普霍夫
- 希臘沃拉
- 美國懷斯鎮（英语：Wise, Virginia）

徹納爾哲克
- 賽普勒斯卡拉瓦斯（英语：Karavas）
- 法國法爾斯堡
- 北馬其頓拉多維什市鎮

丘布克
- 波赫馬格拉伊
- 斯洛伐克薩比諾夫

## D
代韋利
- 波赫察津
- 法國維耶爾宗

季季姆
- 德國勞巴赫
- 希臘萊羅斯島

迪洛瓦瑟
- 匈牙利聖戈特哈德

## E
埃德雷米特
- 蒙古額爾登特
- 德國坎普-林特福特
- 義大利尼科洛西
- 波赫斯雷布雷尼克

埃拉澤
- 哈薩克阿克莫拉州
- 科索沃馬穆沙

埃雷利
- 韓國廣津區

埃斯基謝希爾
- 中國常州市
- 德國美茵河畔法蘭克福
- 俄羅斯喀山
- 賽普勒斯凱里尼亞
- 奧地利林茲
- 韓國坡州市
- 比利時聖約斯特滕諾德

## F
法蒂赫
- 波赫旧格拉德
- 德國威斯巴登

菲尼凱
- 匈牙利布達佩斯第二區
- 德國莫斯巴赫

## G
加濟安泰普
- 敘利亞阿勒坡
- 突尼西亞艾爾亞奈
- 斯洛維尼亞采列
- 蒙特內哥羅采蒂涅王家旧都
- 德國杜伊斯堡
- 約旦伊爾比德
- 瑞典卡尔斯塔德市镇
- 摩洛哥蓋尼特拉
- 伊朗克爾曼沙赫
- 烏克蘭哈爾科夫
- 蒙特內哥羅科托爾市鎮
- 科威特科威特市
- 德國路德維希港
- 俄羅斯邁科普
- 白俄羅斯明斯克[50]
- 賽普勒斯尼古西亞
- 捷克俄斯特拉发
- 美國匹茲堡[51]
- 斯里蘭卡薩伯勒格穆沃省
- 黎巴嫩的黎波里
- 蒙古烏蘭巴托市

加齊奧斯曼帕夏
- 塞爾維亞圖廷

蓋布澤
- 索馬利亞加羅韋
- 波赫卡卡尼
- 吉爾吉斯卡拉科爾
- 波赫基塞利亞克
- 賽普勒斯凱瑟拉（英语：Kythrea）
- 葡萄牙奧埃拉什
- 希臘皮莱阿（英语：Pylaia）
- 保加利亞薩穆伊爾市鎮
- 北馬其頓斯图代尼查尼市镇
- 俄羅斯秋利亞奇區

蓋迪茲
- 巴勒斯坦加薩

吉雷松
- 義大利阿爾巴
- 匈牙利巴托尼泰倫耶（英语：Bátonyterenye）
- 比利時拉盧維耶爾
- 蒙古烏列蓋
- 日本寒河江市
- 亞塞拜然舍基

## H
哈利利耶
- 科索沃馬穆沙
- 肯亞瓦吉爾

## I
伊內格爾
- 波赫下瓦库夫
- 匈牙利多瑙新城
- 科索沃米特羅維察
- 保加利亞新帕扎爾市鎮
- 喬治亞魯斯塔維
- 俄羅斯塔赫塔穆凱區

伊斯坦堡
- 哈薩克阿拉木圖
- 約旦安曼
- 泰國曼谷
- 西班牙巴塞隆納
- 黎巴嫩貝魯特
- 利比亞班加西
- 德國柏林
- 韓國釜山
- 埃及開羅
- 德國科隆
- 羅馬尼亞康斯坦察
- 敘利亞大馬士革
- 阿聯杜拜
- 阿爾巴尼亞都拉斯
- 埃及吉薩
- 中國廣州市
- 美國休士頓
- 印尼雅加達
- 沙烏地阿拉伯吉達
- 馬來西亞新山
- 俄羅斯喀山
- 蘇丹喀土穆
- 巴基斯坦拉合爾
- 土庫曼馬利
- 墨西哥墨西哥城
- 查德恩賈梅納
- 賽普勒斯尼科西亞
- 烏克蘭敖德萨
- 吉爾吉斯奧什
- 保加利亞普羅夫迪夫
- 摩洛哥拉巴特
- 巴西里約熱內盧
- 俄羅斯聖彼得堡
- 波赫塞拉耶佛
- 中國上海市
- 日本下關市
- 北馬其頓史高比耶
- 伊朗大不里士
- 喬治亞提比里斯
- 突尼西亞
- 義大利威尼斯

伊茲密爾
- 亞塞拜然巴庫
- 摩爾多瓦伯爾茲
- 吉爾吉斯比斯凱克
- 德國不来梅
- 烏茲別克布哈拉
- 羅馬尼亞康斯坦察
- 賽普勒斯法马古斯塔
- 古巴哈瓦那
- 波赫莫斯塔爾
- 印度孟買
- 賽普勒斯尼科西亞
- 丹麥歐登塞市鎮
- 巴西聖保羅
- 突尼西亞蘇塞
- 美國坦帕
- 以色列特拉維夫
- 中國天津市
- 土庫曼土庫曼納巴特
- 俄羅斯伏爾加格勒
- 中國武漢市
- 中國廈門市

伊茲密特
- 賽普勒斯聖塞爾吉斯（英语：Agios Sergios, Cyprus）
- 韓國釜山北區
- 北馬其頓查伊尔市镇
- 摩爾多瓦恰德爾倫加
- 北馬其頓中茹帕市镇
- 波赫伊利扎
- 巴基斯坦喀拉蚩
- 白俄羅斯卡斯特里奇尼茨基區（英语：Kastrychnitski District）
- 烏克蘭赫爾松
- 保加利亞莫姆奇爾格勒市鎮
- 亞塞拜然納西米區（英语：Nəsimi raion）
- 韓國浦項市
- 摩洛哥提茲尼特
- 波赫特拉夫尼克
- 喬治亞維克區（英语：Vake-Saburtalo District）
- 波赫沃戈什恰

伊茲尼克
- 中國景德鎮
- 喬治亞胡洛
- 希臘尼凱亞（英语：Nikaia, Larissa）
- 法國皮蒂維耶
- 德國斯潘道
- 吉爾吉斯塔拉斯
- 塞爾維亞圖廷

## K
卡德柯伊
- 德國腓特烈斯海恩-克罗伊茨贝格
- 以色列佩塔提克瓦, Israel

卡赫拉曼馬拉什
- 印尼亞齊特區
- 波赫察津
- 美國休士頓
- 美國傑克森
- 亞塞拜然明蓋恰烏爾
- 俄羅斯納爾奇克
- 亞塞拜然薩利安（英语：Salyan, Azerbaijan）
- 突尼西亞錫勒亞奈

卡帕克勒
- 北馬其頓德巴尔市镇

卡拉賈貝伊
- 科索沃烏羅舍瓦茨
- 波赫科尼茨
- 科索沃馬穆沙
- 保加利亞內代利諾
- 保加利亞索波特市鎮

卡拉喬班
- 祕魯利馬

卡拉代尼茲埃雷利
- 義大利布林迪西
- 德國迪倫
- 希臘伊茲拉島
- 中國金華市
- 義大利蒙法爾科內
- 羅馬尼亞特爾戈維什泰

卡拉蘇
- 羅馬尼亞哈索瓦

卡拉泰
- 阿富汗巴爾赫
- 波赫戈拉日代
- 摩洛哥蓋尼特拉
- 塞爾維亞新帕扎爾

卡爾舍亞卡
- 葡萄牙卡斯凱什
- 德國海登海姆縣
- 喬治亞庫塔伊西
- 賽普勒斯凱里尼亞
- 美國勞登郡
- 斯洛維尼亞皮蘭
- 科索沃普里茲倫
- 北馬其頓韋萊斯市鎮
- 波赫澤尼察

卡爾塔爾
- 賽普勒斯聖安布羅斯
- 保加利亞阿爾迪諾市鎮
- 保加利亞阿斯帕魯霍沃（英语：Asparuhovo, Burgas Province）
- 波赫巴諾維契
- 亞塞拜然布佐夫納（英语：Buzovna）
- 羅馬尼亞伊爾福夫縣
- 保加利亞錫托沃市鎮
- 塞爾維亞謝尼察
- 波赫維索科

卡什
- 賽普勒斯聖埃比克泰德（英语：Agios Epiktitos）
- 德國布呂爾
- 義大利庫普拉蒙塔納
- 希臘迈伊斯蒂（又称卡斯泰洛里佐）

卡斯塔莫努
- 烏克蘭巴赫奇薩賴
- 賽普勒斯卡拉瓦斯（英语：Karavas）
- 吉爾吉斯納倫

開瑟里
- 敘利亞霍姆斯[74]
- 德國克雷费尔德
- 喀麥隆馬魯阿
- 匈牙利米什科尔茨
- 波赫莫斯塔爾
- 俄羅斯納爾奇克
- 哈薩克巴甫洛達爾
- 德國萨尔布吕肯地区联合体
- 亞塞拜然舒沙[75]
- 韓國龍仁市

凱喬倫
- 塞內加爾邦貝
- 摩爾多瓦卡薩克利亞（英语：Cazaclia）
- 北馬其頓中茹帕市镇
- 美國費爾法克斯郡
- 巴勒斯坦加薩
- 波赫戈拉日代
- 巴勒斯坦希伯侖
- 哈薩克江布爾區
- 突尼西亞堅杜拜
- 吉爾吉斯卡拉科爾
- 科索沃馬穆沙=
- 賽普勒斯居澤爾尤爾特
- 英國蘇格蘭史特靈
- 亞塞拜然蘇姆蓋特
- 黎巴嫩的黎波里
- 哈薩克突厥斯坦
- 俄羅斯烏法

凱佩斯
- 波赫旧格拉德

官邸區
- 烏克蘭巴赫奇薩賴
- 美國布魯克林區
- 波赫南多博伊
- 德國漢堡中區

庫沙達瑟
- 喬治亞巴統
- 波赫比哈奇
- 烏克蘭切爾卡瑟
- 北馬其頓乔尔切彼得罗夫市镇
- 德國馬爾
- 黎巴嫩埃爾米納
- 美國蒙特雷
- 科索沃普里茲倫
- 羅馬尼亞錫納亞
- 保加利亞斯特魯米亞尼市
- 羅馬尼亞特爾古穆列什
- 希臘瓦西

屈塔希亞
- 中國安慶市
- 俄羅斯巴夫雷
- 印度比卡內爾
- 俄羅斯奇斯托波爾
- 黎巴嫩丁尼耶（英语：Dinniyeh）
- 匈牙利佩奇
- 敘利亞塔爾圖斯

## M
馬拉蒂亞
- 哈薩克阿拉木圖
- 美國巴吞鲁日
- 烏茲別克布哈拉
- 突尼西亞卡夫
- 賽普勒斯萊夫卡（英语：Lefka）
- 沙烏地阿拉伯麥加

馬馬克
- 波赫旧格拉德

馬尼薩
- 匈牙利珍珠市[83]
- 德國英戈尔施塔特
- 蘇丹喀土穆
- 突尼西亞莫納斯提爾
- 賽普勒斯居澤爾尤爾特
- 哈薩克烏拉爾
- 吉爾吉斯奧什
- 波赫普里耶多爾
- 北馬其頓斯科普里
- 中國義烏市

梅拉姆
- 茅利塔尼亞阿克茹特
- 巴勒斯坦加薩
- 波赫哈季契
- 突尼西亞馬努巴
- 亞塞拜然舍基
- 伊拉克泰勒阿費爾
- 中國越秀區

梅爾辛
- 南非德班
- 賽普勒斯法马古斯塔
- 烏克蘭赫爾松
- 立陶宛克萊佩達
- 日本串本町
- 俄羅斯下卡姆斯克
- 德國奧伯豪森
- 蒙古烏列蓋
- 俄羅斯烏法
- 美國西棕櫚灘

梅齊特利
- 德國滕珀爾霍夫-舍訥貝格

穆拉帕夏
- 中國桂林市
- 賽普勒斯凱里尼亞

## N
內夫謝希爾
- 德國諾伊斯
- 德國普福尔茨海姆

尼呂弗
- 保加利亞阿爾迪諾市鎮
- 保加利亞阿塞諾夫格勒
- 羅馬尼亞布勒伊拉
- 古巴塞羅
- 法國盧萬河畔沙萊特
- 賽普勒斯法马古斯塔
- 保加利亞戈采代爾切夫市
- 德國哈瑙
- 拉脫維亞基耶卡瓦市鎮
- 波蘭盧布林
- 烏克蘭尼古拉耶夫
- 亞塞拜然尼扎米區（英语：Nizami raion）
- 科索沃
- 日本東海市
- 波赫扎維多維契

## O
奧登帕扎里
- 保加利亞拉茲格勒

奧爾漢加濟
- 希臘阿哈尔奈斯
- 賽普勒斯法马古斯塔
- 美國馬拉巴爾
- 科索沃馬利舍沃
- 亞塞拜然明蓋恰烏爾
- 保加利亞魯恩市
- 北馬其頓瓦蘭多沃市鎮
- 北馬其頓维尼察市镇

加齊
- 賽普勒斯聖塞爾吉奧斯（英语：Agios Sergios, Cyprus）
- 敘利亞阿勒坡
- 希臘阿里安納
- 巴勒斯坦拜特哈農
- 北馬其頓查伊尔市镇
- 賽普勒斯加拉泰亞（英语：Galateia）
- 巴勒斯坦加薩
- 哈薩克庫納耶夫
- 保加利亞克爾賈利市鎮
- 德國蘭-迪爾縣
- 科索沃馬穆沙
- 科索沃奧比利奇
- 保加利亞奧莫爾塔格市鎮
- 塞爾維亞普雷舍沃
- 波赫旧格拉德
- 希臘托佩羅斯（英语：Topeiros）
- 烏茲別克托拉庫爾格翁（英语：Turakurgan）

## P
彭迪克
- 印尼班達亞齊
- 蒙古青格爾泰區
- 吉爾吉斯喬爾蓬阿塔
- 義大利錢皮諾
- 摩爾多瓦康拉特
- 巴勒斯坦傑寧
- 匈牙利小佩斯
- 保加利亞馬丹
- 科索沃馬穆沙
- 亞塞拜然尼里马诺夫區（英语：Nərimanov raion）
- 塞爾維亞新帕扎爾
- 北馬其頓普拉斯尼察市鎮
- 賽普勒斯里佐卡爾帕索（英语：Rizokarpaso）
- 摩洛哥西迪貝努西（英语：Sidi Bernoussi）
- 印尼西格利（英语：Sigli）
- 保加利亞斯莫梁
- 波赫莫斯塔爾
- 羅馬尼亞特爾古捷烏
- 波赫特拉夫尼克
- 賽普勒斯特里科莫（英语：Trikomo, Cyprus）
- 亞塞拜然亞薩馬爾區（英语：Yasamal raion）

王子島群
- 吉爾吉斯喬爾蓬阿塔
- 瑞典纳卡市镇
- 希臘旧法利罗
- 尼泊爾博卡拉
- 哥斯大黎加聖安娜區
- 北馬其頓韋萊斯市鎮

## S
沙欣貝伊
- 波赫戈拉日代
- 敘利亞曼比季
- 尼日米里亞

薩卡里亞省
- 吉爾吉斯奧什
- 突尼西亞泰塔溫
- 坦尚尼亞桑给巴尔市

薩姆松
- 吉爾吉斯比什凯克
- 波赫布爾奇科[95]
- 坦尚尼亞三蘭港
- 烏克蘭頓內次克
- 伊朗戈尔甘
- 德國基爾
- 俄羅斯新羅西斯克
- 賽普勒斯特里科莫（英语：Trikomo, Cyprus）

桑賈克泰佩
- 吉爾吉斯巴雷克奇
- 布吉納法索瓦加杜古
- 吉布地吉布地市
- 波赫上瓦庫夫-烏斯科普列
- 摩洛哥蓋尼特拉
- 蒙古納來哈區
- 巴勒斯坦拉法市

薩潘賈
- 摩爾多瓦卡扎克利亞（英语：Cazaclia）
- 科索沃德拉加什

薩勒耶爾
- 德國亚琛
- 英國英格蘭恩菲爾德區
- 中國嘉定區
- 亞塞拜然哈奇馬斯
- 賽普勒斯貢耶利（英语：Gönyeli）
- 賽普勒斯佩爾加莫斯（英语：Pergamos, Cyprus）
- 匈牙利瓦茨

塞爾丘克
- 希臘迪翁（英语：Dion, Pieria）
- 喬治亞科布萊蒂
- 奧地利利恩茨
- 葡萄牙歐倫
- 北馬其頓拉多維什市鎮
- 德國錫格堡

塞爾丘克盧
- 羅馬尼亞伯尔拉德
- 巴勒斯坦拜特哈農
- 保加利亞切爾諾奧切內市鎮
- 摩爾多瓦康加茲（英语：Congaz）
- 突尼西亞加夫薩
- 波赫旧格拉德

錫利夫凱
- 德國貝格卡門
- 科索沃科索沃波列
- 德國哈斯洛赫
- 賽普勒斯萊夫卡（英语：Lefka）
- 白俄羅斯奧爾沙

西利弗里
- 保加利亞艾托斯市鎮
- 羅馬尼亞坎皮納
- 羅馬尼亞康斯坦察
- 保加利亞克爾賈利市鎮
- 白俄羅斯涅斯維日
- 波赫旧格拉德
- 保加利亞韋林格勒市鎮

希什利
- 俄羅斯莫斯科中央行政區
- 韓國瑞草區

## T
塔拉斯
- 巴勒斯坦貝特拉希亞（英语：Beit Lahia）
- 德國漢伯恩（英语：Hamborn）
- 吉爾吉斯塔拉斯

塔爾蘇斯
- 賽普勒斯阿坎圖（英语：Akanthou）
- 俄羅斯阿茲納卡耶沃區
- 哈薩克伊塞克
- 吉爾吉斯賈拉拉巴德
- 德國朗根
- 亞塞拜然卡泰區（英语：Xətai raion）

塔夫尚勒
- 波赫东多博伊

泰基爾達
- 德國拜罗伊特
- 保加利亞克爾賈利市鎮
- 匈牙利凱奇凱梅特
- 匈牙利沙羅什保陶克
- 保加利亞斯利文市鎮
- 羅馬尼亞泰基爾吉奧爾

泰佩巴舍
- 古巴博耶羅斯
- 羅馬尼亞康斯坦察
- 委內瑞拉庫馬納
- 德國特雷普托-克珀尼克

特拉布宗
- 喬治亞巴統
- 吉爾吉斯比什凯克
- 德國多特蒙德
- 突尼西亞加貝斯
- 伊朗拉什特
- 中國日照市
- 俄羅斯索契
- 匈牙利錫蓋特堡
- 伊朗贊詹

圖茲拉
- 亞塞拜然默德坎（英语：Mərdəkan）
- 波赫旧格拉德
- 斯洛伐克特倫欽溫泉鎮
- 波赫图兹拉

## U
- 摩洛哥德魯阿（英语：Deroua）
- 波赫福伊尼察
- 巴勒斯坦賈巴利亞
- 波赫旧格拉德

於爾居普
- 希臘基里亞斯（英语：Kireas）

烏沙克
- 比利時沙勒羅瓦
- 哈薩克努爾蘇丹
- 德國奧芬巴赫縣

於斯屈達爾
- 亞塞拜然阿赫蘇
- 澳洲奧本議會
- 利比亞奧吉拉
- 烏克蘭巴赫奇薩賴
- 美國布魯克林區
- 匈牙利考波什堡
- 日本澀谷區
- 阿爾巴尼亞斯庫台
- 波赫澤尼察

## Y
亞洛瓦
- 喬治亞巴統
- 烏克蘭比爾霍羅德-德涅斯特羅夫斯基
- 蒙特內哥羅布德瓦市鎮
- 俄羅斯哈薩維尤爾特
- 希臘科莫蒂尼
- 賽普勒斯凱里尼亞
- 賽普勒斯列夫科尼科
- 俄羅斯馬哈奇卡拉
- 羅馬尼亞梅吉迪亞
- 塞爾維亞新帕扎爾
- 北馬其頓奧赫里德市鎮
- 中國盤錦市
- 科索沃
- 德國內卡河畔羅滕堡
- 保加利亞斯莫梁
- 韓國水原市
- 日本礪波市
- 波赫特拉夫尼克
- 克羅埃西亞特羅吉爾

亞爾瓦奇
- 波蘭蘇萊約維克（英语：Sulejówek）

耶尼瑪哈勒
- 賽普勒斯阿沙

耶爾德勒姆
- 亞塞拜然阿布歇隆區
- 賽普勒斯阿坎圖（英语：Akanthou）
- 美國水牛城
- 烏茲別克布哈拉
- 保加利亞傑貝勒
- 巴勒斯坦加薩
- 科索沃格尼拉內
- 希臘科莫蒂尼
- 吉爾吉斯烏茲根

## Z
宰廷布爾努
- 巴勒斯坦拜特哈農
- 波赫伊利扎
- 哈薩克江布爾區
- 尼日凱塔（英语：Keita, Niger）
- 賽普勒斯居澤爾尤爾特
- 亞塞拜然納里馬諾夫
- 亞塞拜然卡拉（英语：Qala, Azerbaijan）
- 哈薩克塞梅伊
- 阿爾巴尼亞斯庫台
- 克羅埃西亞錫薩克
- 波赫斯雷布雷尼察

宗古爾達克
- 義大利布林迪西
- 德國卡斯特罗普-劳克瑟尔
- 烏克蘭赫爾松
- 義大利蒙法爾科內